# Peter Sørensen (fodboldtræner)
 Der er flere personer med dette navn, se Peter Sørensen.
Peter Østergaard Sørensen (født 24. marts 1973) er en dansk fodboldtræner og forhenværende fodboldspiller. Han var senest cheftræner i Vejle Boldklub og har forinden været træner i flere superligaklubber.

## Karriere

### Som spiller
Peter Sørensen startede som ung med at spille fodbold i barndomsklubben Sejs-Svejbæk Idrætsforening. I 1991 blev han professionel som 18-årig hos naboklubben Silkeborg IF. Debuten for holdet i Superligaen var 15. august 1993, hvor han blev indskiftet i det 81. minut i en 4-2 kamp mod Brøndby IF på Silkeborg Stadion. I to omgange spillede han 209 officielle kampe for Silkeborgs førstehold, hvoraf de 172 var i Superligaen.
Fra 1996 til 1997 spillede han i den hollandske æresdivisionsklub FC Groningen. Her spillede han 17 kampe for holdet, inden han returnerede til Silkeborg, hvor han nåede at spille de fire sidste kampe i Superliga-sæsonen. Efter hjemkomsten fra Holland spillede han 82 kampe i Superligaen for Silkeborg IF. Det blev til i alt 9 mål i den bedste række.
I sommeren 2000 skiftede Sørensen til Malmö FF i den bedste svenske liga, Allsvenskan. Her spillede han i to sæsoner, inden turen gik til Ham-Kam i Norge. Her var han én af den nytiltrådte træner Ståle Solbakkens første indkøb. Han blev hurtig anfører for det hold, som spillede sig op i Tippeligaen efter ni års fravær. Efter oprykningen fra 1. division scorede Sørensen klubbens første mål i den bedste række på hjemmebanen Briskeby. Da klubben rykkede op, blev Peter Sørensen udpeget til assistenttræner for Solbakken. Nordmanden troede på Sørensens trænertalent, og samtidig begyndte Peter Sørensen på de officielle trænerkurser. Ham-Kam rykkede ned igen efter blot én sæson, men kom hurtigt tilbage året efter. Dette blev Peter Sørensens sidste sæson i Norge. Han spillede den sidste kamp 29. oktober 2005, da han blev indskiftet få minutter før tid i et hjemmebaneopgør mod SK Brann.

### Som træner
I oktober 2006 og knapt et år efter han spillede sidste kamp i Norge, blev Sørensen igen ansat som assistenttræner. Denne gang var det hos Vejle Boldklub som skrev en kontrakt gældende til udgangen af 2008. Først arbejdede han under Kim Poulsen i seks måneder og senere under Ove Christensen.
Den 1. januar 2009 blev han ansat som cheftræner i 1. divisionsklubben FC Fredericia, hans første job som cheftræner. Et halvt år efter var der allerede rygter om, at Sørensen skulle skifte til en anden klub, men han sagde blandt andet nej til et tilbud fra Viborg FF. I foråret 2010 blev Peter Sørensen sat i forbindelse med trænerjobbet i FC København, der blev ledigt, da Ståle Solbakkens kontrakt med FCK udløb i sommeren 2011. I stedet blev han 14. juni samme år præsenteret i som afløser for cheftræner Erik Rasmussen i AGF. Den 26. februar 2014 blev han fyret i AGF efter en række dårlige resultater.
Efter fyringen i AGF blev han ansat som cheftræner i norske Ham-Kam, der dog efter blot halvanden måned meddelte, at klubben grundet betydelige økonomiske problemer ikke var i stand til at fortsætte med Peter Sørensen, hvorfor ansættelsen blev ophævet. Han har siden hjemkomsten fra Norge med jævne mellemrum optrådt som fodbold-kommentator på tv-stationerne Kanal 5 og DR1.
Den 13. april 2015 blev han ansat som ny cheftræner i FC Fredericia, der på det tidspunkt ikke havde vundet i 15 kampe og lå til nedrykning. Han var også træner for klubben i 209-10-sæsonen. Efter at have sikret FC Fredericia overlevelse i 1. division, ønskede Sørensen ikke at fortsætte som træner i klubben, og de gik derfor hver til sit.
Den 30. september 2015 blev han ansat som ny cheftræner i Silkeborg IF, hvor han erstattede Kim Poulsen, som var blevet fyret kort forinden på grund af dårlige resultater. Sørensen var træner for Silkeborg i tre år, der bød både på en oprykning til Superligaen og en nedrykning i maj 2018. Efter en dårlig sæsonstart blev Sørensen fyret den 14. august 2018.
Efter at Allan Kuhn blev fyret 21. februar 2019 i Hobro IK, blev Sørensen samme dag ansat som ny cheftræner. Det lykkedes for Hobro at undgå nedrykning fra Superligaen i 2019, men året efter måtte holdet ned i 1. division. Kort efter genoptagelsen af sæsonen i februar 2021 valgte han sige sin stilling op, fordi hans ønsker ikke harmonerede med klubbens strategi efter nedrykning, efter hans eget udsagn.
Den 24. august 2021 blev han ansat som ny cheftræner i Vejle Boldklub. Klubben oplyste den 14. marts 2022, at de havde afbrudt samarbejdet med Peter Sørensen efter en række skuffende resultater.